# Erzbistum Sucre
Das Erzbistum Sucre (lateinisch Archidioecesis Sucrensis, spanisch Arquidiócesis de Sucre) ist eine in Bolivien gelegene römisch-katholische Erzdiözese mit Sitz in Sucre.

## Geschichte
Das Bistum Sucre wurde am 27. Juni 1552 aus Gebietsabtretungen des Bistums Cuzco als Bistum La Plata o Charcas mit Sitz in Sucre errichtet. Die Bezeichnung „Charcas oder La Plata“ erklärt sich dadurch, dass die Stadt Sucre bis 1538 „Charcas“ hieß (und von ihren Bewohner auch danach noch wie gewohnt genannt wurde) und von 1540 bis 1776 „La Plata“. Es war dem Erzbistum Lima als Suffraganbistum unterstellt. Am 20. Juli 1609 wurde das Bistum La Plata o Charcas zum Erzbistum erhoben. Es umfasste damals ganz Bolivien sowie große Teile der heutigen Nachbarländer Chile, Argentinien und Paraguay.
Am 11. November 1924 wurde der Name des Erzbistums La Plata o Charcas in Erzbistum Sucre geändert.
Das Erzbistum gab in seiner Geschichte mehrmals Teile seines Territoriums zur Gründung neuer Bistümer ab:
- Bistum Paraguay, 1547
- Bistum Santiago de Chile, 1561
- Bistum Santa Cruz de la Sierra, 1605
- Bistum La Paz, 1608

Am 11. Februar 2021 erklärte Papst Franziskus den Erzbischof von Sucre zum Primas von Bolivien.

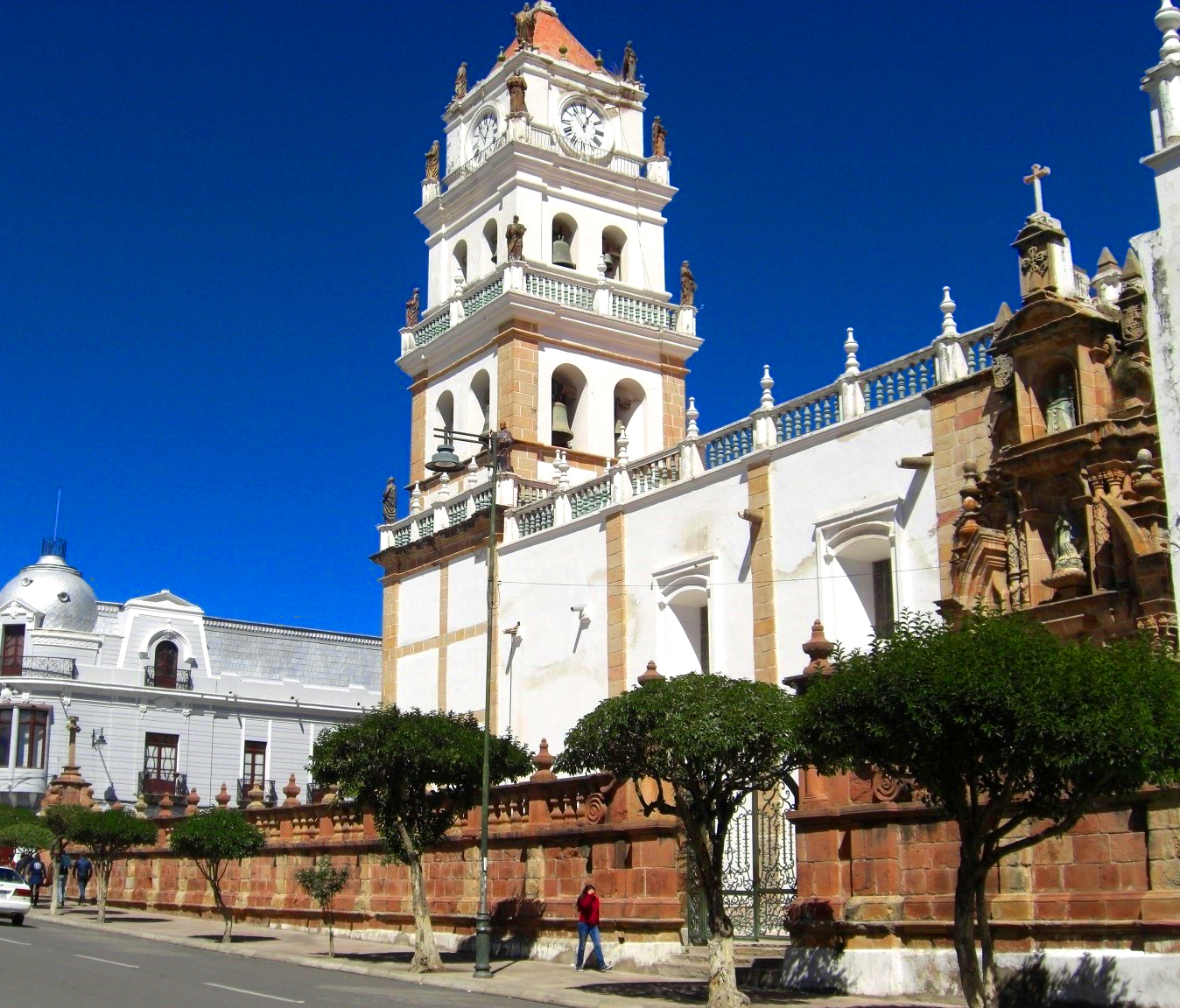
Kathedrale von Sucre
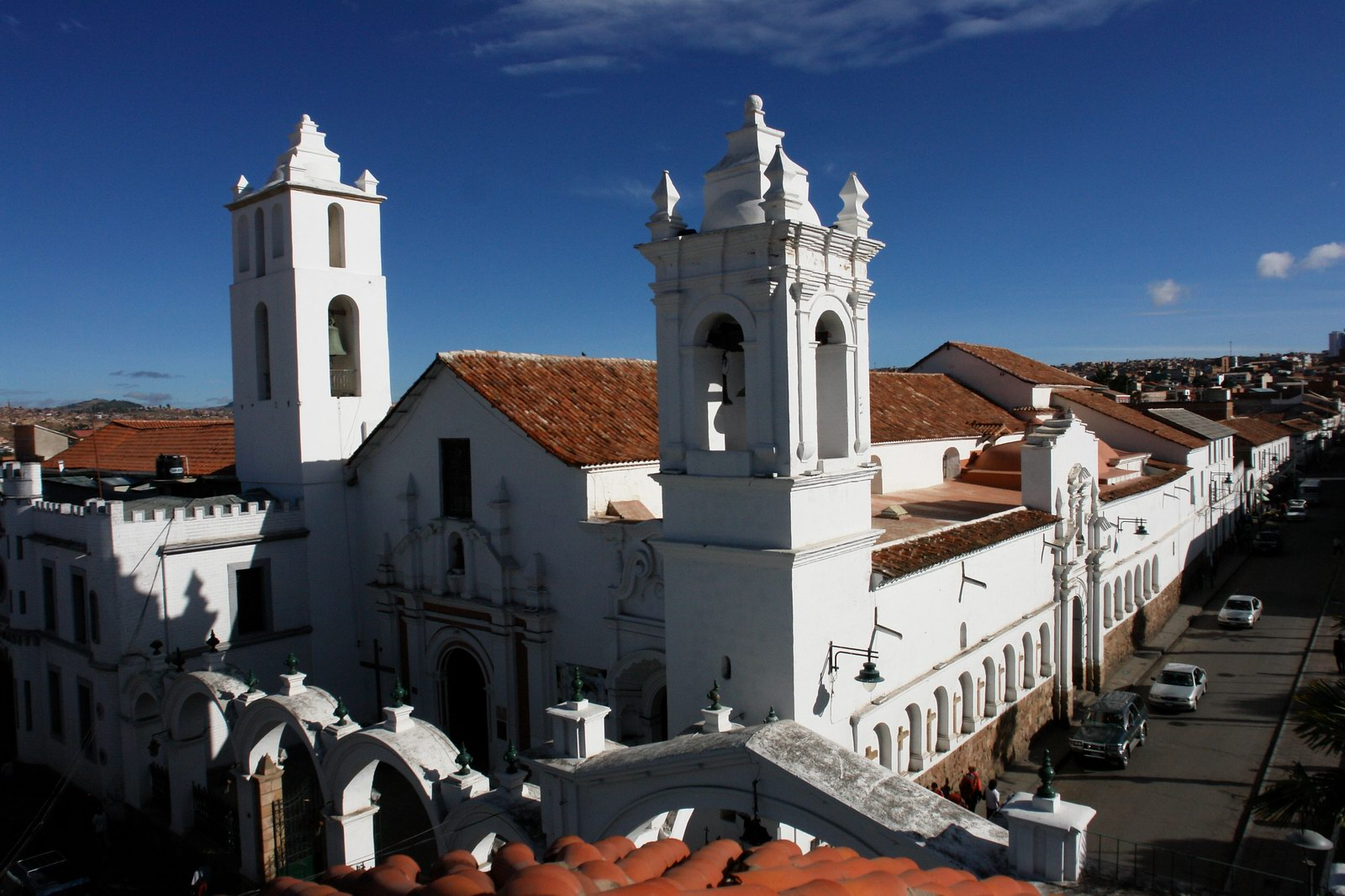
Basilika St. Franziskus, Sucre